# 大田正
大田 正（おおた ただし、1943年〈昭和18年〉8月10日 - ）は、日本の政治家。徳島県知事（1期）、徳島県議会議員（4期）、北島町議会議員（4期）を歴任した。

## 経歴
徳島県三好市生まれ。1963年（昭和38年）3月、徳島県立池田高等学校祖谷分校卒業。同年4月、日本専売公社（現・日本たばこ産業）徳島工場に入社した。1968年（昭和43年）11月から北島町議会議員を4期務めた。1987年（昭和62年）4月から徳島県議会議員を4期務めた。その他、徳島県労評青年部長、日本社会党徳島県本部書記次長、社民党徳島県連合幹事長も務めた。

### 2001年徳島県知事選挙
2001年（平成13年）7月31日に県議を辞職した。その後行われた徳島県知事選挙に立候補して圓藤寿穂との一騎打ちになったが、敗れて落選した。
※当日有権者数：-人 最終投票率：-%（前回比：-pts）
| 候補者名 | 年齢 | 所属党派 | 新旧別 | 得票数    | 得票率 | 推薦・支持 |
| -------- | ---- | -------- | ------ | --------- | ------ | ---------- |
| 圓藤寿穂 | 58   | 無所属   | 現     | 178,141票 | 54.9%  | -          |
| 大田正   | 58   | 無所属   | 新     | 146,394票 | 45.1%  | -          |

### 2002年徳島県知事選挙
圓藤が収賄で逮捕され辞職したことに伴う2002年（平成14年）4月28日の知事選で、無所属（民主党・日本共産党・社民党推薦）で立候補。元大塚製薬徳島板野工場長の河内順子（自由民主党・自由党支持）、元ゴールドマン・サックス・アセット・マネージメント・ジャパン・リミテッド社長の山崎養世（無党派）を破り初当選。従来、徳島は自民党の勢力基盤が強い「保守王国」の1つとされており、民主・共産・社民の推薦を受けた大田の当選は異例とも言える出来事であった。
※当日有権者数：658,170人 最終投票率：52.65%（前回比：-pts）
| 候補者名 | 年齢 | 所属党派 | 新旧別 | 得票数    | 得票率 | 推薦・支持           |
| -------- | ---- | -------- | ------ | --------- | ------ | -------------------- |
| 大田正   | 58   | 無所属   | 新     | 160,656票 | 47.1%  | 民主・共産・社民推薦 |
| 河内順子 | 54   | 無所属   | 新     | 143,637票 | 42.1%  | 自民・自由支持       |
| 山崎養世 | 43   | 無所属   | 新     | 37,033票  | 10.8%  | -                    |

4月28日に就任した。

### 2003年徳島県知事選挙
2003年（平成15年）3月20日、県政野党の自民・公明両党から「公約の後退」や「県政の混乱」などと批判され、議員任期満了直前の県議会において賛成33票・反対9票で不信任決議が可決された。3月30日付で失職した。出直し知事選に立候補したが、自民・公明推薦の飯泉嘉門に敗れ落選した。
※当日有権者数：-人 最終投票率：-%（前回比：-pts）
| 候補者名 | 年齢 | 所属党派 | 新旧別 | 得票数    | 得票率 | 推薦・支持                   |
| -------- | ---- | -------- | ------ | --------- | ------ | ---------------------------- |
| 飯泉嘉門 | 42   | 無所属   | 新     | 206,221票 | 49.7%  | 自民・保守新・公明県本部推薦 |
| 大田正   | 59   | 無所属   | 前     | 197,732票 | 47.7%  | 民主・自由・共産・社民推薦   |
| 篠原滋子 | -    | 無所属   | -      | 10,726票  | 2.6%   | -                            |